# 76 (szám)
A 76 (hetvenhat) a 75 és 77 között található természetes szám.

## A szám a matematikában
A tízes számrendszerbeli 76-os a kettes számrendszerben 1001100, a nyolcas számrendszerben 114, a tizenhatos számrendszerben 4C alakban írható fel.
A 76 páros szám, összetett szám. Kanonikus alakja 22 · 19, normálalakban a 7,6 · 101 szorzattal írható fel. Hat osztója van a természetes számok halmazán, ezek növekvő sorrendben: 1, 2, 4, 19, 38 és 76.
Középpontos ötszögszám. Tizennégyszögszám.
Lucas-szám.
Nontóciens szám.
Mivel található olyan 76 egymást követő egész szám, amelynél minden belső számnak van közös prímtényezője akár az első, akár az utolsó taggal, a 76 Erdős–Woods-szám.
A 76 három szám valódiosztóösszeg-függvényeként áll elő, ezek a 48, 92 és 146.

## A tudományban
- A periódusos rendszer 76. eleme az ozmium.